# Михальчук Андрій Петрович
Андрій Петрович Михальчук (1992, с. Ридомиль, Тернопільська область — 9 липня 2022, м. Часів Яр, Донецька область) — український військовослужбовець, старший солдат 24 ОМБр Збройних сил України, учасник російсько-української війни. Кавалер ордена «За мужність» III ступеня (2023, посмертно).

## Життєпис
Андрій Михальчук народився 1992 року в селі Ридомиль, нині Почаївської громади Кременецького району Тернопільської области України.
Служив кулеметником 3-го стрілецького відділення 3-го стрілецького взводу 4-ї стрілецької роти 2-го стрілецького батальйону 24-ї окремої механізованої бригади. Загинув 9 липня 2022 року м. Часів Яр на Донеччині.
Похований 23 липня 2022 року в родинному селі.

## Нагороди
- орден «За мужність» III ступеня (9 січня 2023, посмертно) — за особисту мужність і самовідданість, виявлені у захисті державного суверенітету та територіальної цілісності України, вірність військовій присязі[1].